# Almedilha
Almedilha (em espanhol e oficialmente La Alamedilla) é um município raiano da Espanha na província de Salamanca, comunidade autónoma de Castela e Leão, de área 19,34 km² com população de 153 habitantes (2013) e densidade populacional de 7,91 hab/km².
Um falar galaico-português conservou-se vivo até ao século XX entre os habitantes da localidade.
O seu territorio é parte do Reino de Leão desde o século XII, não sendo fronteiriço ate 1297, quando o reino leonés perdeu o Riba-Côa. 

## Demografia
| Variação demográfica do município entre 1991 e 2013 | Variação demográfica do município entre 1991 e 2013 | Variação demográfica do município entre 1991 e 2013 | Variação demográfica do município entre 1991 e 2013 |
| --------------------------------------------------- | --------------------------------------------------- | --------------------------------------------------- | --------------------------------------------------- |
| 1991                                                | 1996                                                | 2001                                                | 2013                                                |
| 252                                                 | 239                                                 | 204                                                 | 153                                                 |